# Sept Sœurs (magazines)
Pour les articles homonymes, voir Sept Sœurs et Seven Sisters.
Les Sept Sœurs (en anglais the Seven Sisters) sont un ensemble de magazines féminins américains s'adressant  davantage aux femmes au foyer, mariées et ayant des enfants, qu'aux femmes célibataires et qui travaillent . Le nom est dérivé du mythe grec des « sept sœurs », également connu sous le nom de Pléiades. Force majeure de l'édition américaine du XXe siècle, seuls trois des magazines sont encore imprimés :
- Better Homes and Gardens (en) (1922-)
- Family Circle (en) (1932-2019)
- Good Housekeeping (1885-)
- Ladies' Home Journal (1873-2016)
- McCall's (en) (1873-2002)
- Redbook (1903-2019)
- Woman's Day (en) (1937-)

## Histoire
Alors que les sept magazines étaient destinés aux femmes, ils ont tous eu des débuts divergents. Family Circle et Woman's Day ont tous deux été conçus à l'origine comme des circulaires pour les épiceries (Piggly Wiggly et A&P);  McCall's et Redbook étaient connus pour un format de texte conséquent se concentrant sur la fiction de qualité; Good Housekeeping était destiné aux femmes au foyer aisées. Ladies ' Home Journal était à l'origine un supplément d'une seule page d'un magazine généraliste tandis que Better Homes and Gardens commença comme un mélange de magazine féminin et de journal de design de la maison.
Au cours des années 1990, face à la baisse du lectorat et des revenus publicitaires, les Seven Sisters ont tenté de se différencier les unes des autres et du reste du marché, en s'appuyant soit sur des ajustements progressifs de leur formule, soit sur des changements globaux dans le format du magazine. Ces dernières années, l'accent a été mis sur des changements mineurs, tels que la mise à jour de l'attrait visuel ou l'amélioration du papier sur lequel le magazine est imprimé.
Les Seven Sisters avaient autrefois des chiffres de diffusion beaucoup plus importants qu'aujourd'hui. En 1979, leur tirage combiné était de 45 millions d'exemplaires ; ce chiffre est tombé à 37 millions une décennie plus tard. En 2008, les six sœurs survivantes avaient un tirage combiné de 26 millions. Une grande partie de la perte a été attribuée aux lectrices à la recherche de magazines plus spécialisés. Malgré la forte baisse du lectorat, cinq des sœurs figuraient parmi les dix magazines les plus vendus aux États-Unis en 2008  (diffusion payée et vérifiée) selon Magazine Publishers of America, un groupe commercial de l'industrie de presse. Redbook était la seule des sœurs à ne pas atteindre le top dix; il a été classé numéro 29 dans la liste des AMP pour 2008.
McCall's a cessé de paraître en 2002 après une tentative malheureuse de se renommer sous le nom de Rosie en s'associant à l'animatrice de talk-show Rosie O'Donnell. Ladies 'Home Journal a cessé sa publication mensuelle en avril 2014. L'éditeur Meredith Corporation a déclaré qu'il « ferait la transition du Ladies 'Home Journal vers une publication d'intérêt spécial ». Le dernier numéro date de 2016.
Hearst a fait la transition de Redbook vers un magazine exclusivement numérique en 2017. Meredith a annoncé que Family Circle avait publié son dernier numéro en décembre 2019.
Après une vague de consolidations et de fusions, deux sociétés possèdent désormais les trois sœurs restantes : Meredith Corporation publie Better Homes and Gardens et Hearst Corporation publie Good Housekeeping et Woman's Day ,. Bien que leur tirage ait glissé par rapport à leurs chiffres des années 1960 et 1970, ils figurent toujours parmi les magazines les plus diffusés aux États-Unis.

## Controverse
Un échantillon des douze magazines féminins les plus vendus réalisé par un stagiaire de la Columbia Journalism Review en 1992 a révélé que les Seven Sisters avaient publié beaucoup moins d'articles sur le thème de l'avortement que d'autres magazines populaires destinés à un lectorat féminin. Entre 1972 et 1991, les Seven Sisters dans leur ensemble n'ont publié que 40 articles traitant de l'avortement; les cinq autres magazines avaient publié 97 articles.
En janvier 2000, un groupe conservateur de défense des médias, Morality in Media, a critiqué un certain nombre de magazines féminins pour ce qu'ils considéraient comme des couvertures sexuellement explicites; Redbook faisait partie des magazines cités par le groupe. Le rédacteur en chef de Redbook a déclaré au New York Times : « Nous essayons de nous éloigner du reste des Seven Sisters. Nous le rajeunissons un peu, pour combler cet écart entre les magazines de mode plus jeunes et les Seven Sisters plus âgés et à part entière ». En raison de son image plus racée, Wal-Mart a commencé à vendre des exemplaires de Redbook derrière un présentoir conçu pour masquer le texte sur la couverture du magazine.